# Pan-Arabische Spelen 1953
De 1ste Pan-Arabische Spelen werden gehouden in Alexandrië, Egypte van 26 juli tot en met 10 augustus in 1953. Er deden in totaal 650 atleten mee van acht verschillende landen in tien disciplines.

## Medaillespiegel
| N | Land      | Goud | zilver | Brons | Totaal |
| - | --------- | ---- | ------ | ----- | ------ |
| 1 | Egypte    | 67   | 34     | 21    | 122    |
| 2 | Libanon   | 3    | 16     | 15    | 34     |
| 3 | Syrië     | 0    | 15     | 14    | 29     |
| 4 | Palestina | 0    | 5      | 6     | 11     |
| 5 | Irak      | 0    | 5      | 6     | 11     |
| 6 | Jordanië  | 0    | 0      | 2     | 2      |
| 7 | Libië     | 0    | 0      | 1     | 1      |
| 8 | Koeweit   | 0    | 0      | 0     | 0      |

1953 · 1957 · 1961 · 1965 · 1976 · 1985 · 1992 · 1997 · 1999 · 2004 · 2007 · 2011 · 2023 · 2025

Sporten: Atletiek · Badminton · Basketbal · Boksen · Bowlen · Breakdance · Gewichtheffen · Gymnastiek · Handbal · Judo · Karate · Schaken · Schermen · Tafeltennis · Voetbal · Volleybal · Wielersport · Worstelen · Zeilen · Zwemmen